# 澳門發展銀行
澳門發展銀行（葡萄牙語：Banco de Desenvolvimento de Macau，簡稱澳發行）是一間總部設於澳門的股份制銀行，於2018年10月3日正式開業，主要提供中長期融資、基礎建設貸款、企業金融及跨境理財等服務。該行以支持澳門經濟多元化發展為宗旨，重點推動科技創新、現代服務業及大型項目融資。
澳門發展銀行由多間法人企業共同出資設立，主要股東包括傑超環球有限公司及甘華有限公司等，並接受澳門金融管理局監管。根據2024年數據，該行總資產約為130億澳門元，為本地中小型銀行之一，現任行長為杜淼淼。

## 沿革
- 2018年10月3日，澳門發展銀行股份有限公司正式成立，目標為支持本地經濟發展與多元化建設。[4]
- 根據澳門政府公報公告，銀行於2019年1月21日註冊成立，並於同年7月25日正式營業開業。[7]
- 自開業起，該行積極拓展中長期企業融資、基礎建設貸款及跨境理財等金融服務，旨在支援特區政府有關經濟多元化政策。

## 事件
- 2024 年轉虧為盈：根據《Macau Business》報導，澳門發展銀行 2024 年實現年度盈利，扭轉連續五年虧損的局面，從 2023 年虧損 1.99 億澳門元轉為盈利 2,820 萬澳門元，創下自開業以來首次年度盈利的歷史紀錄。[8]

- 參與大灣區展會研討：2023/2024 年，多次參加澳門貿易投資促進局等主辦的國際論壇與商展，如「綠色商機合作日」和大灣區平台對接活動，支持銀企合作與可持續發展主題。[9]

- 數字銀行牌照發展：自開業以來，澳發行取得全牌照許可並以數字化經營為重點，致力建設線上服務平台，被認為是澳門首家走向全面數字化經營特色的本地銀行。[10]